# ホロン州
ホロン州（ホロンしゅう、Région du Folon）はコートジボワール共和国北西部のデンゲレ地方北部の州。
州都はミニグナン。
2014年の人口は約9.6万人。

## 地理
- 北：マリ共和国
- 東：バゴウェ州
- 南：カバドゥグー州
- 西：ギニア共和国

## 行政区画
- Kaniasso
- Minignan ミニグナン

## 自然
大部分がサバンナで、川沿いには森が広がるが、不法伐採と山火事によって脅かされている。

ヒヒやイボイノシシ、イノシシ、ヤマウズラ、コモンシャコ、羚羊、ウォーターバック、ブッシュバック、ウサギ、ボアが生息する。